# Pholioxenus castilloi
Pholioxenus castilloi är en skalbaggsart som beskrevs av Yélamos 2001. Pholioxenus castilloi ingår i släktet Pholioxenus och familjen stumpbaggar. Inga underarter finns listade i Catalogue of Life.